# Brna
Brna je malo primorsko mjesto na otoku Korčuli.

## Upravna organizacija
Pripada općini Smokvici. Stanovništvo Brne na popisima se vodi pod Smokvicu.

## Zemljopisni položaj
Nalazi se 4 km jugozapadno od Smokvice, na 42° 54' 22" sjeverne zemljopisne širine i 16° 51' 38" istočne zemljopisne dužine, 4 km jugozapadno od Smokvice, na dnu uvale. 4 km zapadno obalom nalazi se Prižba.

## Povijest
Brna je bila neurbanizirani zaljev u kojem je bilo nekoliko kuća mjesnih ribara, gdje su Smokvičani noćili prije dugih ribarenja. Brna se je razvila u 19. stoljeću kad je za Austro-Ugarske napravljen pristan koji je poslužio selu Smokvici za izvoz njihova vina. Od ranih 1970-ih, Brna je postala mjestom gdje su Smokvičani sagradili svoje vikendice uz obalu.

## Gospodarstvo
Ribarstvo, vinarstvo i turizam.